# EPrix van Moskou
De ePrix van Moskou is een race uit het Formule E-kampioenschap. In 2015 was de race het toneel van de negende Formule E-race uit de geschiedenis. De race wordt gehouden op het Moscow Street Circuit.

## Geschiedenis
De race werd op de kalender gezet als vervanger van een race in Rio de Janeiro. De eerste ePrix van Moskou werd gehouden op 6 juni 2015 en werd gewonnen door Nelson Piquet jr., die uitkwam voor het team NEXTEV TCR.
Op 4 juni 2016 zou de tweede ePrix van Moskou worden gehouden, maar op 6 mei van dat jaar werd bekend dat deze race werd afgelast en dat er geen vervangende race zou worden georganiseerd.

## Resultaten
| Editie | Seizoen   | Circuit | Winnaar                      | Tweede                         | Derde                            | Pole position                       | Snelste ronde                  |
| ------ | --------- | ------- | ---------------------------- | ------------------------------ | -------------------------------- | ----------------------------------- | ------------------------------ |
| 1      | 2014-2015 | Moskou  | Nelson Piquet jr. NEXTEV TCR | Lucas di Grassi Audi Sport ABT | Nick Heidfeld Venturi Grand Prix | Jean-Éric Vergne Andretti Autosport | Sébastien Buemi e.dams Renault |